# Santo Domingo Pueblo
Santo Domingo Pueblo (Keresan: Tyîîwa) är en keresansk pueblo, belägen i New Mexico ca 50 km sydväst om Santa Fe, på Rio Grandes östra sida, vilken har varit bebodd sedan förhistorisk tid. Invånarna talar en dialekt av östlig keresan, vilket är en varietet av keresan, som är ett språkligt isolat.
Vid folkräkningen 2000 rapporterade 5 591 personer att de räknade de sig som helt eller delvis tillhörande eller härstammande från Santo Domingo Pueblo. 